# (7724) Moroso
(7724) Moroso – planetoida z pasa głównego asteroid okrążająca Słońce w ciągu 3 lat i 142 dni w średniej odległości 2,26 j.a. Została odkryta 24 lipca 1970 roku w Obserwatorium Féliksa Aguilara przez zespół El Leoncito Station. Nazwa planetoidy pochodzi od Pascuali Moroso (1934-1996), która wraz z mężem, Rafaelem Villalobosem (1930-1998), przez ponad 30 lat odpowiadała za farmę gdzie powstało El Leoncito Station. Przed nadaniem nazwy planetoida nosiła oznaczenie tymczasowe (7724) 1970 OB.